# Xã Scandia Valley, Quận Morrison, Minnesota
Xã Scandia Valley (tiếng Anh: Scandia Valley Township) là một xã thuộc quận Morrison, tiểu bang Minnesota, Hoa Kỳ. Năm 2010, dân số của xã này là 1.191 người.